# Старокудашевська сільська рада
Старокуда́шевська сільська рада (рос. Старокудашевский сельский совет) — муніципальне утворення у складі Янаульського району Башкортостану, Росія. Адміністративний центр — село Старокудашево.

## Населення
Населення — 619 осіб (2019, 704 в 2010, 715 в 2002).

## Склад
До складу поселення входять такі населені пункти:
| Населений пункт        | Населення, осіб (2002) | Населення, осіб (2010) |
| ---------------------- | ---------------------- | ---------------------- |
| Кічикір, присілок      | 100                    | 96                     |
| Кумалак, присілок      | 154                    | 141                    |
| Новокудашево, присілок | 8                      | 4                      |
| Старокудашево, село    | 385                    | 395                    |
| Султиєво, присілок     | 68                     | 68                     |